# Hindsholm
Hindsholm est une péninsule du Danemark formant l’extrémité nord-est de l’île de Fionie. Hindsholm a une superficie de 91 km², elle est donc légèrement plus petite que Samsø. Elle est entourée par les eaux suivantes : Odensefjord (fjord d’Odense) à l’ouest, Cattégat, Grand Belt, Romsø Sund et fjord de Kerteminde au sud. Hindsholm fait partie de la municipalité de Kerteminde, qui fait elle-même partie de la région du Danemark du Sud. Hindsholm fait également partie du district de Bjerge Herred, qui n’a aujourd’hui qu’une signification historique. La ville de Kerteminde se trouve à quelques kilomètres au sud de Hindsholm. Hindsholm est appelé « Holmen » par les habitants.
Le point le plus septentrional de la péninsule est appelée Fyns Hoved, qui est un lieu de nidification pour de nombreux échassiers et canards. La partie nord est constituée en grande partie de landes de bruyère. La partie sud est en partie boisée. Dans le fjord peu profond de Lillestrand, entre Langø et Hindsholm, on peut pêcher la truite de mer. On peut s’y rendre à gué depuis Långø ou Mejlø.

## Géologie
Le paysage de Hindsholm est caractérisé par les périodes glaciaires et semble maintenant très varié avec des îles, des fjords et des baies, des falaises. Le paysage particulier de Fyns Hoved est une attraction touristique majeure.

## Localités
Il y a sur Hindsholm les localités suivantes :
- Korshavn
- Nordskov
- Snave
- Martofte
- Stubberup
- Hersnap
- Dalby
- Midskov
- Mesinge
- Salby
- Viby
- Måle
- Stavre
- Tårup

Hindsholm
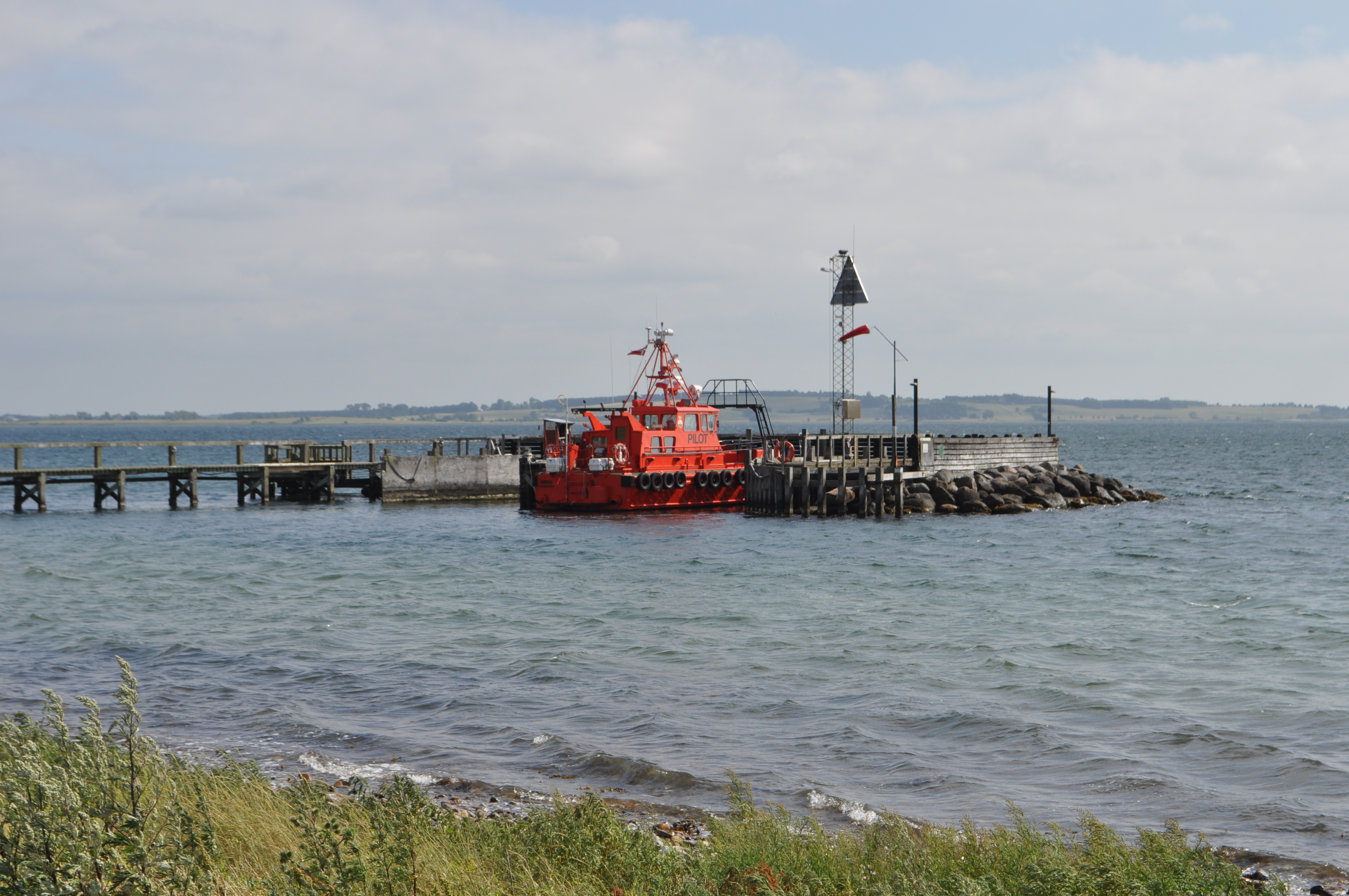
Station de pilotes
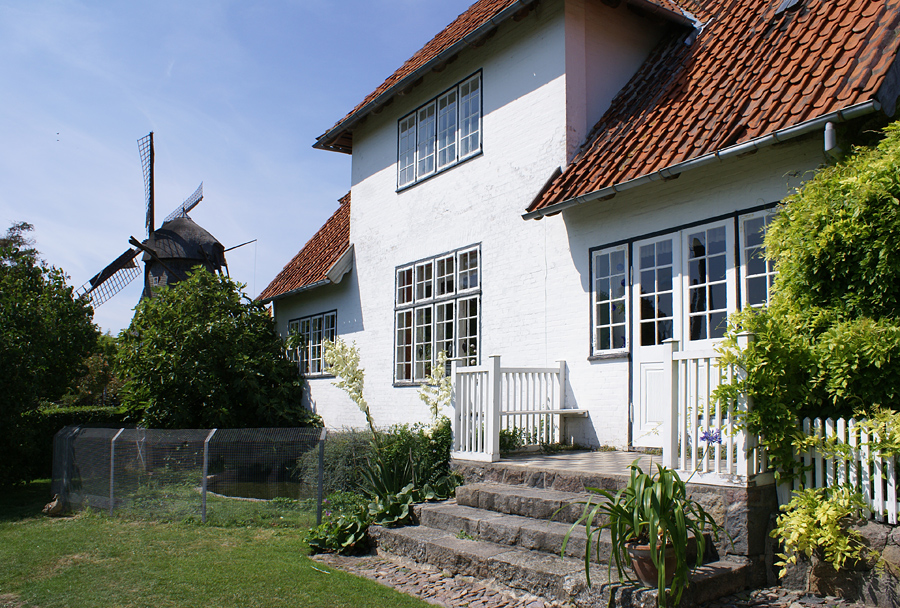
Musée Johannes Larsen, Kerteminde
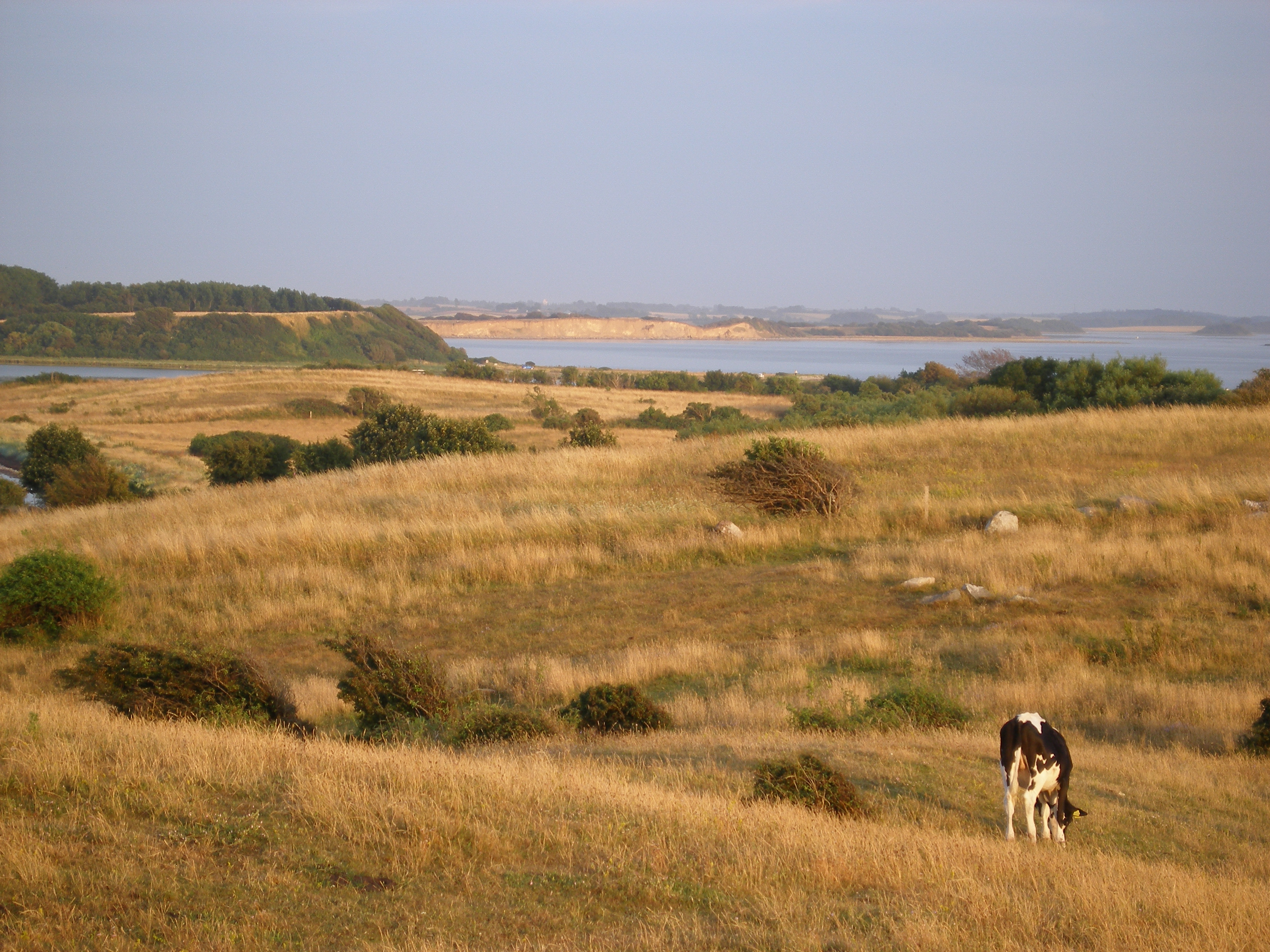
Fyns Hoved

## Lieux et sites touristiques
- Domaine Hverringe
- Måle (lieu typique de la région)
- Viby, une ville classée avec une église et un moulin à vent
- Fynshoved (zone de loisirs locale)
- Kerteminde avec le Musée Johannes Larsen et d’autres musées[5]
- Tombes à couloir à Brockdorff
- Tombe à passage à Hestehøj
- Tombes à couloir à Nyhøj
- Tombe à passage à Mårhøj
- Runddysse de Galgebjerg Dolmen
- Runddysse de Snave Dolmen